# Mark77炸弹

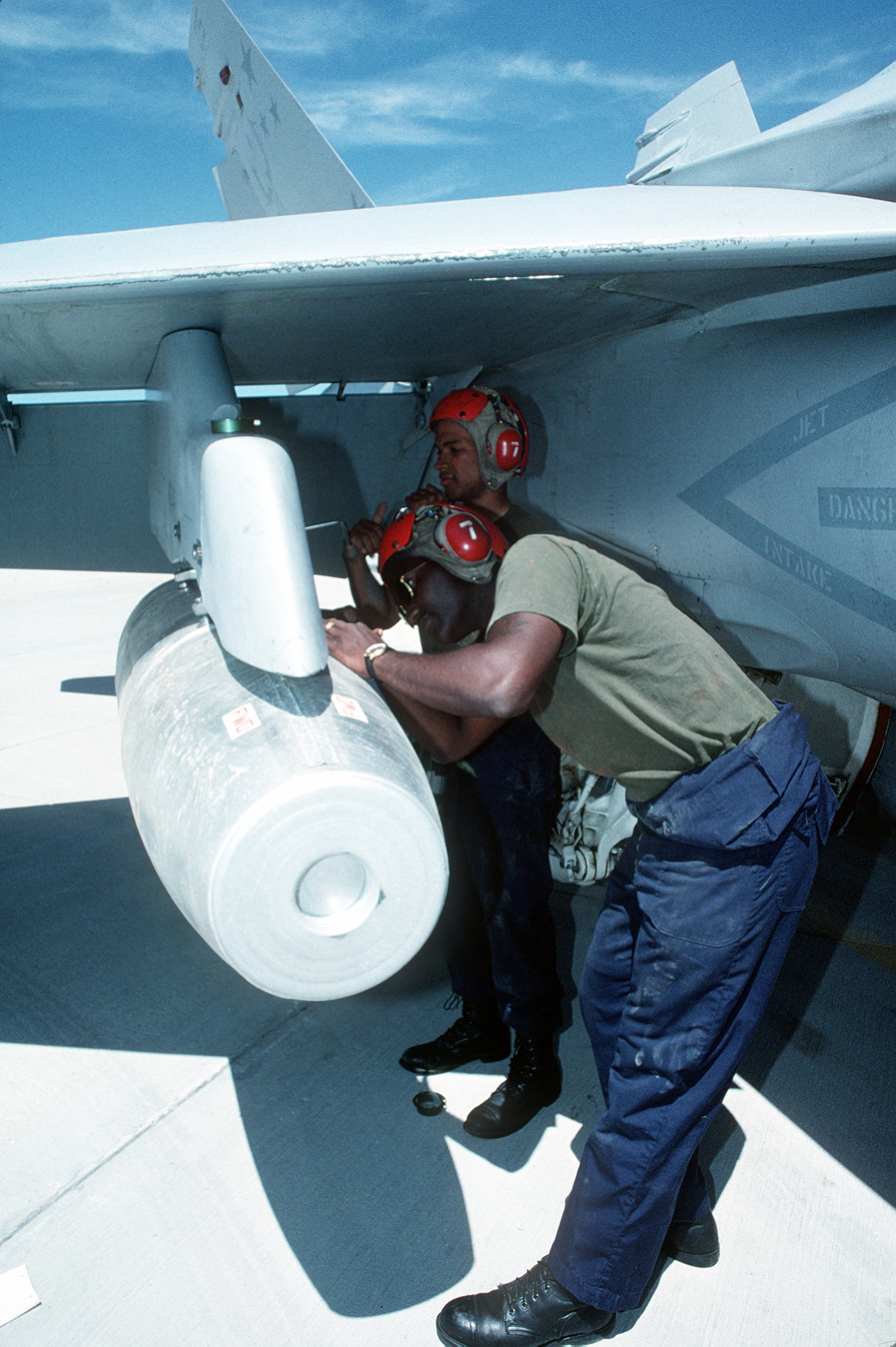
一枚MK-77炸弹正在挂载于F/A-18黃蜂式戰鬥攻擊機，1993年

Mk77炸弹（Mark 77 bomb，MK-77），一种美制空投燃烧弹，重750磅（340千克），携有110美制加仑（416升）燃料胶体混合物，是凝固汽油弹的替代版。MK-77是美军现役武器中最主要的燃烧武器型号。